# Somalia Post
Le service postal somalien, alias Somalia Post (en somali Boostada Soomaaliya), est géré par la Direction Générale des Postes et Télécommunications, (en anglais: Directorate General of Posts and Telecommunications), opérateur public responsable du service postal en Somalie, désigné pour remplir les obligations découlant de l'adhésion à la Convention de l'Union Postale Universelle.

## Histoire
Le service postal est tombé en désuétude en 1991 après l’effondrement du régime de Siad Barre, il est rétabli par le gouvernement somalien en novembre 2013 pour les liaisons internationales puis en 2014.